# Belize na Letnich Igrzyskach Olimpijskich 2016
Belize na Letnich Igrzyskach Olimpijskich 2016 w Rio de Janeiro reprezentowało 3 zawodników. Był to 12 występ reprezentacji Belize na letnich igrzyskach olimpijskich.

## Skład reprezentacji

### Lekkoatletyka
Atleci z Belize osiągnęli minima kwalifikacyjne w 2 konkurencjach.
| Zawodnik      | Konkurencja               | Runda 1  | Runda 1 | Runda 2  | Runda 2 | Półfinał | Półfinał | Finał    | Finał   |
| Zawodnik      | Konkurencja               | Rezultat | Pozycja | Rezultat | Pozycja | Rezultat | Pozycja  | Rezultat | Pozycja |
| ------------- | ------------------------- | -------- | ------- | -------- | ------- | -------- | -------- | -------- | ------- |
| Brandon Jones | 200 m mężczyzn            | 21.49    | 73.     | NQ       | NQ      | NQ       | NQ       | NQ       | NQ      |
| Katy Sealy    | 100 m przez płotki kobiet | 15.79    | 46.     | NQ       | NQ      | NQ       | NQ       | NQ       | NQ      |

### Judo
Belize dostało zaproszenie do wysłania dżudoki na igrzyska.
| Zawodnik     | Konkurencja     | 1/16             | 1/8                  | Ćwierćfinały     | Półfinały        | Repesaż 1        | Repesaż 2        | Repesaż 3        | Finał            | Pozycja |
| Zawodnik     | Konkurencja     | Przeciwnik Wynik | Przeciwnik Wynik     | Przeciwnik Wynik | Przeciwnik Wynik | Przeciwnik Wynik | Przeciwnik Wynik | Przeciwnik Wynik | Przeciwnik Wynik | Pozycja |
| ------------ | --------------- | ---------------- | -------------------- | ---------------- | ---------------- | ---------------- | ---------------- | ---------------- | ---------------- | ------- |
| Renick James | -90 kg mężczyzn | Bye              | Ovini Uera P 000-100 | NQ               | NQ               | NQ               | NQ               | NQ               | NQ               | NQ      |